# Isla Tagomago
Tagomago es un islote situado en el extremo nororiental de la isla de Ibiza, a la altura del municipio de Santa Eulalia del Río (Islas Baleares, España). La etimología probable de tagomago es 'roca de Magó' en referencia a Magón Barca, general cartaginés hermano de Aníbal. En la época musulmana se conocía como Taj Umayu. 

## Descripción
Tiene 1.525 m de longitud y 113 m de anchura. La isla es rocosa, con un puerto al oeste y un faro en el extremo sudoriental.
Los dueños de la casa son la familia Montero, a través de su sociedad Tagomago, S.A.

## Faro de Tagomago
El faro de Tagomago se construyó en 1913 y es un punto de referencia en las rutas navales de Ibiza a Palma de Mallorca y Barcelona. Se encuentra a 86,3 m sobre el nivel del mar y su altura es de 20,4 m. 

## Galería

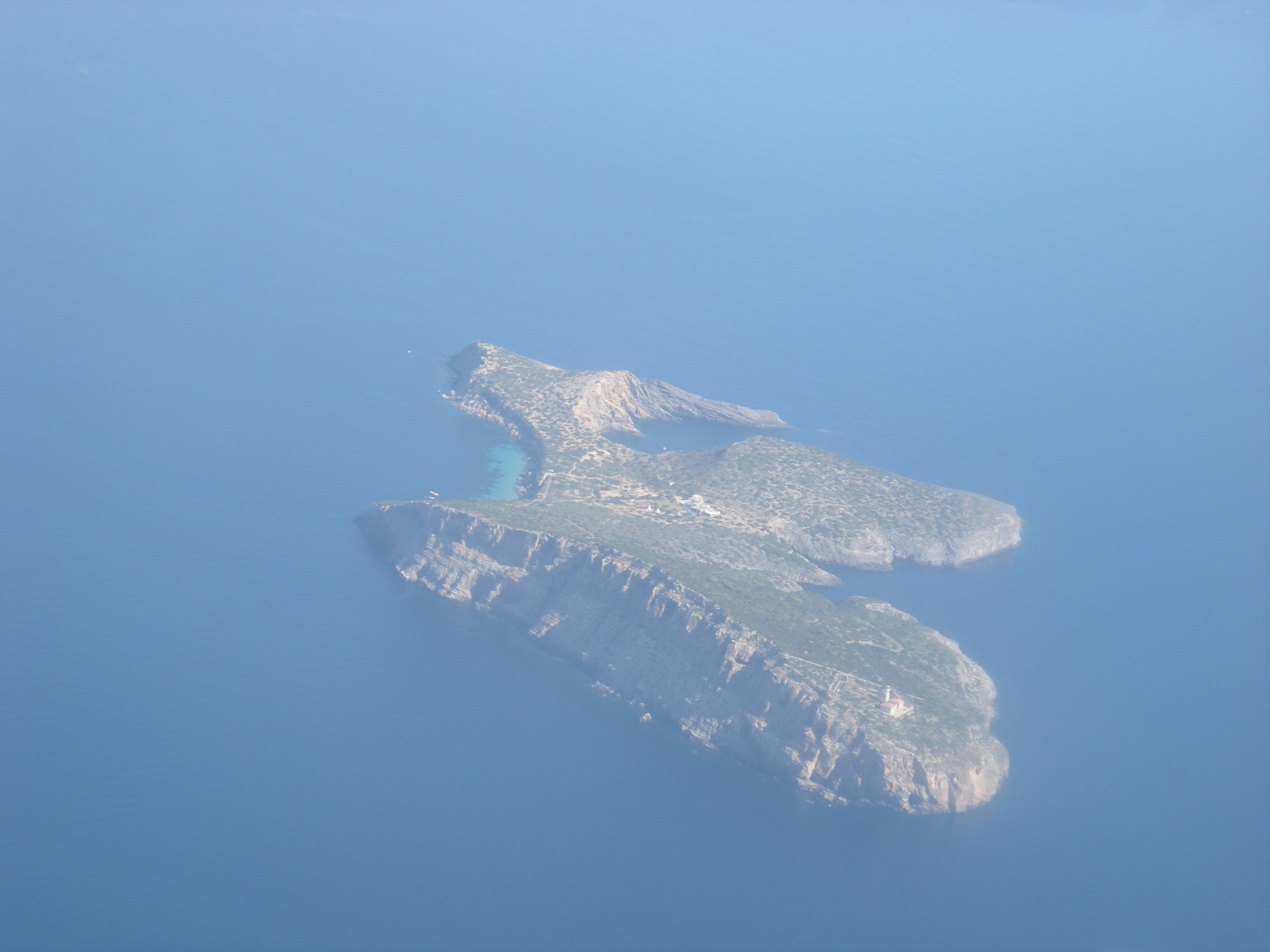
Vista aérea con el faro.
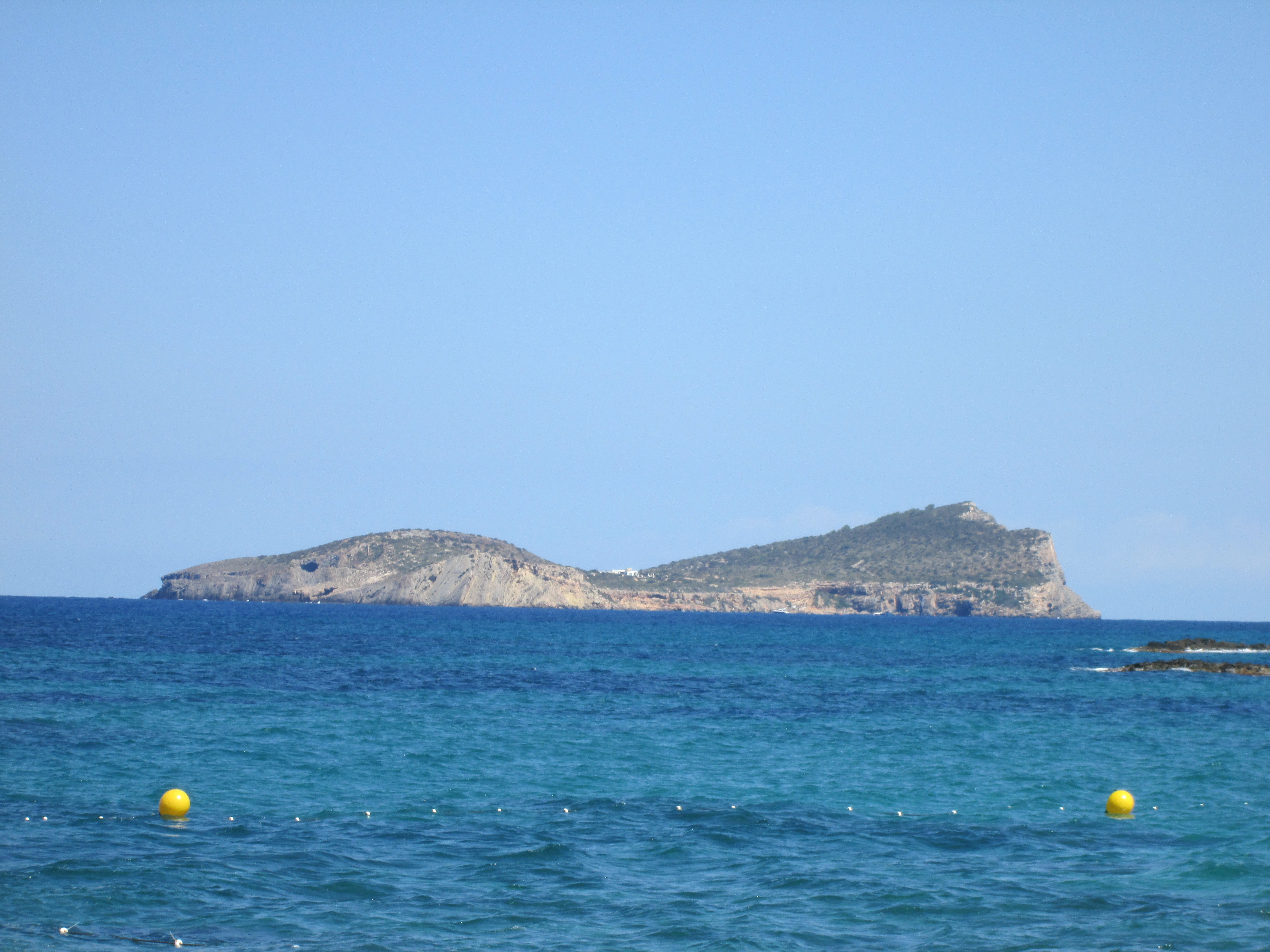
Vista desde la playa.